# Везе између Трампових сарадника и руских званичника
Пошто је Доналд Трамп био кандидат за председника Сједињених Држава 2016. године, ФБИ, истрага специјалног тужиоца и неколико одбора Конгреса Сједињених Држава открили су вишеструке сумњиве везе између Трампових сарадника и руских званичника, као део својих истрага о руском мешању у изборе у Сједињеним Државама 2016. године. Након обавештајних извештаја о руском мешању, Трамп и неки од чланова његове кампање, пословних партнера, кандидата за председника и чланова породице били су подвргнути интензивној контроли како би се утврдило да ли су имали неправилне односе током контаката са руским званичницима. Неколико људи повезаних са Трамповом кампањом дало је лажне изјаве о тим везама и ометало истраге. Ове истраге су резултирале многим кривичним пријавама и оптужницама. Почев од 2015. године, неколико савезничких страних обавештајних агенција почело је да извештава о тајним контактима између Трампових присталица и познатих или осумњичених руских агената у више европских градова. У новембру 2016. године, заменик руског министра спољних послова Сергеј Рјабков је оповргао Трампове демантије потврдивши да је Трампова кампања била у контакту са Русијом, наводећи у интервјуу за новинску агенцију Интерфакс из 2016. године: „Очигледно је да познајемо већину људи из његовог окружења“, додајући: „Не могу рећи да су сви они, али поприличан број њих је остао у контакту са руским представницима.“
У извештају двостраначког Одбора за обавештајне послове Сената о Русији описано је како су „тајни састанци и комуникација са руским представницима... сигнализирали да је долазећа администрација имала намере да казни Русију за помоћ коју је управо пружила у свом невиђеном нападу на америчку демократију“.  На крају, Малерова истрага „није утврдила да су чланови Трампове кампање ковали заверу или координирали са руском владом у њеним активностима мешања у изборе“.

## Преглед

### Наводно неговање и регрутовање Трампа од стране КГБ-а 1977–1987.
Годинама је јавна јавност интензивно испитивала Трампове везе са Русијом. У одломку из књиге објављеном у часопису „Политико“, бивши дописник Гардијана из Русије , Лук Хардинг, изјавио је да фајлови са којих је 2016. године откривена ознака поверљивости указују на то да су чешки шпијуни пажљиво пратили Трампа и његову тадашњу супругу Ивану Трамп на Менхетну и током путовања у Чехословачку у периоду након њиховог венчања 1977. године. Тврдње бившег званичника КГБ- а Јурија Швеца биле су основа ових оптужби. Наводе се Наталија и Ирина Дубињин, ћерке тадашњег совјетског амбасадора Јурија Дубинина, које указују на то да је наизглед случајан сусрет њиховог оца са Трампом у јесен 1986. био део Дубининовог задатка да успостави контакт са америчком пословном елитом и одлучан напор совјетске владе да посебно негује Трампа. Овај напор се продужио кроз низ накнадних догађаја, такође документованих у књизи Доналда Трампа „Уметност договора“, укључујући састанак 1986. године између амбасадора и Трампа у Трамп кули и Дубининов каснији позив Трампу да посети Москву (што је обављено преко Интуриста, повезаног са КГБ-ом, и будућег сталног представника Русије при Уједињеним нацијама Виталија Чуркина ). Хардинг такође тврди да је „највиши ниво совјетске дипломатске службе организовао његову посету Москви 1987. године. Уз помоћ КГБ-а... Шеф обавештајне службе [ Владимир Крјучков ] је желео да особље КГБ-а у иностранству регрутује више Американаца.“  Хардинг је цитирао Трампа који је у часопису „The Art“ написао да је путовање укључивало обилазак „пола туцета потенцијалних локација за хотел, укључујући неколико у близини Црвеног трга“ и да је „био импресиониран амбицијом совјетских званичника да постигну договор“.
У фебруару 2025. године, лист „The Hill“ је известио о три случаја у којима су бивши званичници КГБ-а тврдили да је Трамп био манипулисан, регрутован (под шифром „Краснов“) 1987. године и/или компромитован. Поменуте Швецове тврдње, које су такође биле значајна основа за бестселер Крејга Унгера, „Амерички компромит: Како је КГБ култивисао Доналда Трампа и сродне приче о сексу, похлепи, моћи и издаји“, подржали су и Алнур Мусајев, бивши шеф казахстанске обавештајне службе, и Сергеј Жирнов, бивши официр КГБ-а који живи у Француској.

### Број контаката Трампових сарадника са Русима
До 19. априла 2019. године, Њујорк тајмс је документовао да су „Доналд Џ. Трамп и 18 његових сарадника имали најмање 140 контаката са руским држављанима и Викиликсом, или њиховим посредницима, током кампање и председничке транзиције 2016. године.“  Московски пројекат – иницијатива Фонда за акцију Центра за амерички напредак – је до 3. јуна 2019. године документовао „272 контакта између Трамповог тима и оперативаца повезаних са Русијом... укључујући најмање 38 састанака... Ниједан од ових контаката никада није пријављен надлежним органима. Уместо тога, Трампов тим је покушао да заташка сваки од њих.“ 

### Страно праћење руских мета 2015–2016.
Крајем 2015. године, британска агенција за прислушкивање GCHQ, током рутинског надзора „познатих кремљовских оперативаца који су већ били на мрежи“, користила је „електронску обавештајну службу“ за прикупљање информација од ових руских мета. Открили су да су „Руси разговарали са људима повезаним са Трампом... Према изворима у САД и Великој Британији, [разговори] су формирали сумњив образац.“  Британци су ове информације о „сумњивим 'интеракцијама'“ између „чланова предизборног тима Доналда Трампа“ и „познатих или осумњичених руских агената “ проследили америчким обавештајним агенцијама. Током наредних шест месеци, европски и аустралијски савезници почели су да „прослеђују информације о људима блиским господину Трампу који се састају са Русима у Холандији, Британији и другим земљама“. Извештаје о овим „контактима између Трамповог ужег круга и Руса“ поделило је седам савезничких страних обавештајних агенција (наводно оне из Уједињеног Краљевства, Немачке, Естоније, Пољске, Аустралије, Француске и Холандије). Њујорк тајмс је такође објавио да британске и холандске агенције имају доказе о састанцима између „руских званичника“ – и други блиски председнику Русије, Владимиру В. Путину – и сарадници новоизабраног председника Трампа“.
Касније су америчке обавештајне службе чуле Русе, неке од њих у Кремљу, како разговарају о контактима са Трамповим сарадницима, док су се неки руски званичници свађали око тога колико треба да се мешају у изборе.
Затим су сајбер напади на државне изборне системе навели Обамину администрацију да директно оптужи Русе за мешање. Пошто им није дозвољено да надгледају приватне комуникације америчких грађана без налога, „ФБИ и ЦИА су споро схватили опсежност ових контаката између Трамповог тима и Москве.“ 

### Кампања из 2016.
Током кампање 2016. године, Трамп је више пута хвалио руског председника Владимира Путина као снажног лидера. Питер Конради је у часопису GQ описао ову везу као „бромансу“.
Између 2013. и 2015. године, Трамп је изјавио „Имам однос са“ Путином, „Једном сам га срео“ и „Индиректно и директно сам разговарао са председником Путином, који није могао бити љубазнији“. Од 2016. године, током његове предизборне кампање, његов став се променио. Током конференције за новинаре у јулу 2016. године, тврдио је: „Никада нисам упознао Путина, не знам ко је Путин... Никада нисам разговарао са њим“, а у интервјуу у јулу је рекао: „Немам никакав однос са њим.“  У новембру 2016. године, заменик руског министра спољних послова Сергеј Рјабков је изјавио новинској агенцији Интерфакс: „Очигледно је да познајемо већину људи из његовог окружења“ и „не могу рећи да су сви они, али поприличан број њих је остао у контакту са руским представницима“.

### 2017.
Неколико Трампових саветника, укључујући бившег саветника за националну безбедност Мајкла Флина и бившег менаџера кампање Пола Манафорта, повезани су са руским званичницима или са Виктором Јануковичем и другим проруским украјинским званичницима. Њујорк тајмс је 24. маја 2017. године, позивајући се на обавештајне изворе, написао да су руски агенти током кампање прислушкивани како говоре да би могли да искористе Манафорта и Флина да би утицали на Трампа. Чланови Трампове кампање, а касније и његово особље у Белој кући, посебно Флин и Џаред Кушнер, били су у контакту са руским владиним званичницима и пре и после новембарских избора, укључујући и неке контакте које у почетку нису открили.

#### Новински извештаји
Волстрит журнал је објавио да су америчке обавештајне агенције, које прате руску шпијунажу, откриле да су званичници Кремља разговарали о Трамповим сарадницима у пролеће 2015. године. У то време, амерички обавештајни аналитичари су наводно били збуњени, али не и узнемирени, овим пресретнутим разговорима. У јулу 2017. године, разговори су поново испитани у светлу недавно откривеног састанка у Трамп Тауеру у којем су учествовали Доналд Трамп млађи и руска адвокатица Наталија Весељницкаја.
Њујорк тајмс је објавио да је више Трампових сарадника, укључујући Манафорта и друге чланове његове кампање, имало вишеструке контакте са високим руским обавештајним званичницима током 2016. године, иако су званичници рекли да до сада нису имали доказе да је Трампова кампања сарађивала са Русима како би утицала на изборе. Манафорт је рекао да се није свесно састао ни са једним званичником руских обавештајних служби.

#### Састанци са Кисљаком
Након што је сенатор Џеф Сешнс, који је био део Трампове кампање, прво негирао да је имао било какав контакт са Русима током кампање, иако се састао са руским амбасадором Сергејем Кисљаком, а Мајкл Флин, такође члан кампање, два пута лагао о састанцима са Кисљаком, медији су усмерили негативну пажњу на Кисљака. Стручњаци за националну безбедност „углавном се слажу да су Сешнс и други званичници Трампове кампање лоше поступили по питању Русије. Сешнс, кажу, требало је да обавести Конгрес о свом састанку са Кисљаком. И кажу да је Флин био неопрезан и погрешан што је разговарао са руским дипломатама о санкцијама током прелазног периода када је Обама још увек био председник.“
Портпарол Кремља Дмитриј Песков рекао је за CNN да се током ових састанака није разговарало о „изборном процесу“ и да се Кисљак током кампање састајао и са „људима који раде у тинк-тенковима који саветују Хилари или саветују људе који раде за Хилари“.
Кисљак се посебно састао са неколико чланова Трампове кампање, чланова прелазног тима и кандидата за председника. Укључени људи су одбацили те састанке као рутинске разговоре у припреми за преузимање председничке функције. Трампов тим је издао најмање двадесет демантија у вези са комуникацијом између његове кампање и руских званичника; неколико њих се касније испоставило као лажно.
Трампова администрација је наводно затражила помоћ од ФБИ-ја у оповргавању новинских извештаја о наводним контактима са Русијом.
Бивши амбасадори Мајкл Мекфол и Џон Бајрл рекли су да су „изузетно узнемирени“ доказима о руском мешању у америчке изборе. Обојица су подржали независну истрагу о овом питању, али су одбацили као „апсудне“ тврдње да је Кисљак учествовао у њој, посебно кроз своје састанке са Трамповим тимом: „Кисљаков посао је да се састаје са владиним званичницима и људима из кампање“, изјавио је Мекфол. „Људи би требало да се састану са руским амбасадором и погрешно је то криминализовати или обесхрабривати.“ 

#### Састанак у Трамп кули у децембру 2016.
У марту 2017. године, Трампова Бела кућа је открила да су се Кушнер, Кисљак и Флин састали у Трамп кули у децембру 2016. године. На том састанку, Вашингтон пост је објавио да је Кушнер затражио да се успостави директан, руски шифровани комуникациони канал како би се омогућила тајна комуникација са Русијом и заобишле заштитне мере које је на снази обавештајна заједница Сједињених Држава. Неки извори су за „Вест Пост“ рекли да је сврха такве везе била да се Флину омогући да директно разговара са руским војним званичницима о Сирији и другим питањима, док су други истакли да не би било разлога да се такви разговори крију од надлежних званичника америчке владе. Према изворима, такав комуникациони канал заправо није успостављен.
Након састанка, Кисљак је послао извештај о састанку Кремљу користећи, како је сматрао, безбедне канале, али је извештај пресрела америчка обавештајна служба. Кисљак је наводно био затечен захтевом и изразио је забринутост због безбедносних импликација у случају да Американац користи безбедну комуникацију између Кремља и дипломатских испостава.

#### Март 2017.
У марту 2017. године, бивши вршилац дужности директора ЦИА-е Мајкл Морел изјавио је да није видео никакве доказе о завери између Трампа и Кремља: „По питању завере Трампове кампање са Русима, има дима, али нема ватре.“ 
У интервјуу са Чаком Тодом у марту 2017. године, Џејмс Клапер, који је био директор Националне обавештајне службе под председником Обамом до 20. јануара 2017. године, открио је стање свог знања у то време.
Клапер је престао да прима брифинге 20. јануара и „није био упознат са контраобавештајном истрагом коју је директор Коми први пут поменуо током свог сведочења пред Сталним одбором за обавештајне послове Представничког дома 20. марта“. Си-Ен-Ен је изјавио да је Клапер „одузео значајну одбрану Белој кући“.

### Истраге Министарства правде САД против опозиционих политичара из 2017–2018. године
Њујорк тајмс је у јуну 2021. године објавио да је 2017. и 2018. године Трампово Министарство правде затражило метаподатке са iCloud налога најмање десетак људи повезаних са Одбором за обавештајне послове Представничког дома, укључујући и оне високо рангираног демократског члана Адама Шифа и Ерика Свалвела, као и чланове породице, како би се истражило цурење информација у штампу о контактима између Трампових сарадника и Русије. Записи о истрази нису указивали на било кога повезаног са одбором, али је, након што је постао државни тужилац, Вилијам Бар оживео напоре, укључујући именовање савезног тужиоца и још око шест особа у фебруару 2020. године. Тајмс је известио да је, осим истрага о корупцији, добијање информација о комуникацији чланова Конгреса путем судског позива готово нечувено и да су неки у Министарству правде Баров приступ видели као политички мотивисан. Генерални инспектор Министарства правде Мајкл Хоровиц најавио је истрагу о овом питању дан након извештаја Тајмса.

### 2019.
Након 22 месеца истраге, специјални саветник Роберт Милер је поднео свој извештај Министарству правде 22. марта 2019. године. Истрага „није утврдила да су чланови Трампове кампање ковали заверу или координирали са руском владом у њеним активностима мешања у изборе“.
Генерални тужилац Вилијам Бар наложио је Канцеларији генералног инспектора Министарства правде Сједињених Држава под вођством Мајкла Е. Хоровица да истражи истрагу ФБИ-ја о кампањи Доналда Трампа из 2016. године. Истрага је углавном била заснована на разговору између Трамповог саветника у предизборној кампањи Џорџа Пападопулоса и аустралијског дипломате Александра Даунера у Лондону из маја 2016. године. Пападопулос је наводно рекао да је чуо да Русија има хиљаде имејлова од демократске кандидаткиње Хилари Клинтон. Генерални инспектор је објавио свој извештај 9. децембра 2019. године, закључујући да је истрага била оправдана и правилно спроведена, иако су направљене неке грешке. Бар је одбацио кључне налазе из извештаја, иако није могао да наложи Хоровицу да измени свој извештај јер генерални инспектор делује независно од одељења. Председник Трамп је назвао извештај „срамотним“ и рекао да чека да истрага специјалног тужиоца из Дарама изради извештај. Истрагу води Џон Дарем, државни тужилац Сједињених Држава за округ Конектикат.

### 2020.
Роџер Стоун је 17. августа 2020. године одустао од жалбе на седам кривичних пресуда повезаних са истрагом Представничког дома о везама између Трампове кампање и Русије. Ово се догодило након што је Трамп преиначио Стоунову казну од 40 месеци затвора и новчану казну од 20.000 долара.
Одбор за обавештајне послове Сената Сједињених Држава објавио је свој коначни извештај 18. августа 2020. године. Извештај је закључио да су постојале значајне везе између Трампове председничке кампање 2016. године и Русије. Посебно су напоменули да је Пол Манафорт ангажовао Константина В. Килимника, „руског обавештајног официра“, и да је Килимник могуће повезан са операцијом хаковања и цурења информација из 2016. године. Истрагу је водио сенатор Ричард Бур (републиканац из Северне Каролине) све док се Бур није повукао због неповезане истраге о наводно илегалној трговини акцијама: сенатор Марко Рубио (републиканац из Флориде) је тада предводио одбор.

### 2022.
Дана 17. новембра 2022. године, републикански политички оперативац Џеси Бентон је осуђен од стране федералне пороте због шеме из 2016. године за усмеравање руског новца кампањи Доналда Трампа. Према судским документима, Бентон је натерао руског страног држављанина да уплати 100.000 долара његовој консултантској фирми, од чега је 25.000 долара новца од руског држављанина уплаћено за Трампову кампању. Бентона је помиловао председник Трамп 23. децембра 2020.

### 2023.
У марту 2023. године, Гардијан је објавио да од октобра 2022. године тужиоци у америчком тужилаштву за Јужни округ Њујорка истражују наводне руске финансијске везе са компанијом Trump Media &amp; Technology Group. У децембру 2021. године, два кредита у укупном износу од 8 милиона долара исплаћена су компанији Trump Media од стране непознатих ентитета повезаних са Путином, док је компанија била „на ивици колапса“. Два милиона долара је платила Паксум банка, у делимичном власништву Антона Постољникова, рођака Александра Смирнова, бившег руског владиног званичника који сада води руску бродарску компанију Росморпорт. 6 милиона долара је платио наводно одвојени ентитет, ES Family Trust, чији је директор у исто време био и директор Паксум банке.

## Чланови Трампове администрације

### Мајкл Флин
У децембру 2015. године, Мајкл Флин је добио 45.000 долара од телевизијског канала Russia Today који подржава Кремљ за говор у Москви, а Русија му је обезбедила тродневно путовање са свим плаћеним трошковима. Као пензионисани официр војне обавештајне службе, Флин је морао да добије претходну дозволу Министарства одбране и Стејт департмента пре него што прими било какав новац од страних влада; Флин очигледно није тражио то одобрење пре говора РТ-а. Два месеца касније, у фебруару 2016. године, када је поднео захтев за обнављање безбедносне дозволе, изјавио је да није примао никакве приходе од страних компанија и да је имао само „незначајан контакт“ са страним држављанима. Глен А. Фајн, вршилац дужности генералног инспектора Министарства одбране, потврдио је да истражује Флина.
Дана 10. новембра 2016. године, председник Обама је упозорио новоизабраног председника Трампа да не запошљава Флина. Трамп је именовао Флина за саветника за националну безбедност 18. новембра 2016. године, али је Флин био приморан да поднесе оставку 13. фебруара 2017. године, након што је откривено да је 29. децембра 2016. године, на дан када је Обама најавио санкције против Русије, Флин телефоном разговарао о санкцијама са руским амбасадором Сергејем Кисљаком. Флин је раније потврдио да је разговарао са Кисљаком, али је негирао да је разговарао о санкцијама.
Дана 2. марта 2017. године, Њујорк тајмс је објавио да су се Флин и Кушнер састали са Кисљаком у децембру 2016. године како би успоставили тајну линију комуникације (повратни канал) између Трампове администрације и руске владе. У мају 2017. године, додатно је објављено да су на том децембарском састанку Кушнер и Флин затражили од Руса да успоставе директан, шифровани комуникациони канал са Москвом, како би Флин могао директно да разговара са руским војним званичницима о Сирији и другим питањима без знања америчких обавештајних агенција. Кисљак је оклевао да Американцима дозволи приступ руској безбедној комуникационој мрежи, и такав канал заправо није ни успостављен.
Дана 31. маја 2017. године, Одбор за обавештајне послове Представничког дома уручио је Флину судске позиве за сведочење и достављање личних докумената и пословних записа. Дана 13. септембра, Волстрит журнал је објавио да је Флин промовисао руски пројекат нуклеарне електране на Блиском истоку вредан више милијарди долара док је радио у Белој кући. Пројекат је обухватао изградњу 40 нуклеарних реактора широм Блиског истока, а безбедност је пружао Рособорон, руски државни извозник оружја који је под америчким санкцијама. Дана 15. септембра, BuzzFeed је објавио да су се Флин, Кушнер и Бенон тајно састали са јорданским краљем Абдулахом II 5. јануара 2017. године како би инсистирали на пројекту нуклеарне електране.
Флин се 1. децембра 2017. године изјаснио кривим за лагање ФБИ-ју и касније га је Трамп помиловао.

### Џаред Кушнер
Специјални тужилац је истраживао Кушнерове финансије, пословне активности и састанке са руским банкаром Сергејем Горковим и руским амбасадором Сергејем Кисљаком.
У априлу 2017. године објављено је да зет и виши саветник Доналда Трампа, Џаред Кушнер, у свом захтеву за добијање строго поверљиве безбедносне дозволе, није открио бројне састанке са страним званичницима, укључујући Сергеја Кисљака и Сергеја Горкова, шефа руске државне банке Внешекономбанк. Кушнерови адвокати су пропусте назвали „грешком“. Внешекономбанка је саопштила да је састанак био пословне природе, у вези са Кушнеровим управљањем компанијом Кушнер. Трампова администрација је саопштила да је то био дипломатски састанак.
Према речима америчких званичника, истражитељи верују да Кушнер поседује важне информације у вези са истрагом ФБИ-ја. Средином децембра 2016. године, када се Трамп „отворено свађао са америчким обавештајним агенцијама“, Кушнер се тридесет минута састао са руским банкаром Сергејем Н. Горковим, „чија је финансијска институција била дубоко испреплетена са руским обавештајним службама“ и налази се „под санкцијама Сједињених Држава“. До краја маја 2017. године, састанак је „дошао под све већу пажњу“ Одбора за обавештајне послове Сената, јер су „садашњи и бивши амерички званичници“ рекли да је „можда био део напора господина Кушнера да успостави директну линију са господином Путином ван успостављених дипломатских канала“.

### Вилбур Рос
Како је објављено у „Рајским папирима“, секретар за трговину Вилбур Рос поседује акције у „Навигатору“, јавно трговању на берзи, бродарској компанији која има уговоре са руском гасном компанијом Сибур, на офшор рачунима. Сувласници Сибура имају везе са Владимиром Путином и налазе се под санкцијама САД.

### Ентони Скарамучи
У јулу 2017. године, Ентони Скарамучи, члан Трампове кампање који је именован за директора комуникација Беле куће, био је укључен у разговоре о заједничким инвестицијама између своје фирме и санкционисаног руског владиног фонда. Скарамучи се састао са Кирилом Дмитријевим, шефом Руског фонда за директна улагања, државне инвестиционе фирме вредне 10 милијарди долара која је под санкцијама америчке владе. Скарамучи је потврдио да се састанак одржао, рекавши да „одавно познаје“ Дмитријева и критиковао је америчке санкције као неефикасне. У јуну 2017. године, CNN је објавио причу о наводној конгресној истрази о Скарамучијевом односу са фондом. Прича је брзо повучена као „недовољно поуздана да би се објавила у виђеном стању“, што је резултирало оставком три запослена у CNN-у.

### Џеф Сешнс
У марту 2017. године откривено је да је, док је још био амерички сенатор, државни тужилац Џеф Сешнс, један од раних и истакнутих присталица Трампове кампање, два пута разговарао са руским амбасадором Кисљаком пре избора. – једном у јулу 2016. и једном у септембру 2016. На рочишту за потврду кандидатуре за генералног тужиоца 10. јануара, изјавио је да није упознат ни са каквим контактима између Трампове кампање и руске владе, додајући да „није имао комуникацију са Русима“. Дана 1. марта 2017. године, изјавио је да његов одговор није био обмањујући, појашњавајући да се „никада није састао ни са једним руским званичником да би разговарао о питањима кампање“. Дана 2. марта 2017. године, након састанка са високим каријерним званичницима у Министарству правде, Сешнс је објавио да ће се повући из било каквих истрага о мешању Русије у председничке изборе 2016. године. У таквим истрагама, заменик генералног тужиоца Род Розенштајн је обављао функцију вршиоца дужности генералног тужиоца. Дана 23. јануара 2018. године, Њујорк тајмс је објавио да је Сешнса интервјуисао Милеров тим претходне недеље.

### Рекс Тилерсон
Бивши извршни директор ЕксонМобила, Рекс Тилерсон, кога је председник Трамп именовао за државног секретара, имао је блиске везе са Русијом и Владимиром Путином. Управљао је руским рачуном компаније ЕксонМобил, а за генералног директора Ексона именован је 2006. године, углавном захваљујући својим руским везама. Године 2011, Тилерсон је склопио велики споразум са Русијом и њеном државном нафтном компанијом Росњефт, дајући ЕксонМобилу приступ нафтним ресурсима у руском Арктику. У знак признања, Тилерсон је одликован руским Орденом пријатељства, највишим руским одликовањем за стране држављане. Тилерсон познаје Путина још од свог рада у Русији током 1990-их, и према речима Џона Хамреа, „имао је више интерактивног времена са Владимиром Путином него вероватно било који други Американац, са изузетком Хенрија Кисинџера “.

## Чланови Трампове кампање

### Мајкл Р. Капуто
Републикански консултант за односе с јавношћу и медије Мајкл Р. Капуто радио је за Гаспром у Русији, а касније као саветник у Трамповој кампањи. Капуто је живео у Русији од 1994. до 2000. године, запослен у Газпром-Медији, а на крају тог периода је склопио уговор са Газпромом за обављање посла у области односа с јавношћу усмереног на повећање нивоа подршке Владимиру Путину у САД Вратио се у САД где га је његов бивши ментор Роџер Стоун убедио да се пресели у Мајами Бич на Флориди ; тамо је Капуто основао компанију за медијско саветовање. Капуто се вратио у Европу 2007. године док је саветовао једног политичара у кампањи за парламент у Украјини. Капуто је радио као руководилац кампање Карла Паладина за гувернера државе Њујорк 2010. године. Капуто је био задужен за комуникације Трампове кампање за републиканске прелиминарне изборе у држави Њујорк од отприлике новембра 2015. до априла 2016. године, а затим је напустио кампању лета 2016. године. У истрази коју је спровео Обавештајни одбор Представничког дома, у оквиру истраге о руском мешању у председничке изборе у САД 2016. године, Капуто је негирао да је имао везе са руском владом док је радио на Трамповој кампањи. Дана 18. јуна 2018. године, Капуто је у интервјуу за CNN признао да је у истрази Милера рекао о својим контактима са Хенријем Гринбергом, Русом који тврди да има информације о Хилари Клинтон, за разлику од онога што је рекао Одбору за обавештајне послове Представничког дома 2017. године. Капуто је од тада изменио свој исказ у сада затвореној истрази Обавештајног одбора Представничког дома како би одражавао свој контакт са Хенријем Гринбергом.

### Пол Манафорт
Дана 14. фебруара 2017. године, Њујорк тајмс је објавио да је Пол Манафорт имао више контаката са високим званичницима руске обавештајне службе током 2016. године. Манафорт је рекао да се није свесно састао ни са једним руским обавештајним званичником. Пресретнуте комуникације током кампање показују да су руски званичници веровали да могу да искористе Манафорта да би утицали на Трампа. Специјални тужилац Роберт Милер је 2. јуна 2017. године преузео кривичну истрагу против Манафорта, која је претходила изборима 2016. године, и контраобавештајну истрагу која је у јулу 2016. године започела истрагу могућег дослуха између Москве и Трампових сарадника. Манафорт је био приморан да поднесе оставку на место шефа Трампове кампање у августу 2016. године усред питања о његовим пословним односима у Украјини годинама раније. Дана 18. септембра 2017. године, CNN је известио да је ФБИ прислушкивао Манафорта од 2014. до неодређеног датума 2016. године, а затим поново од јесени 2016. до почетка 2017. године, у складу са два одвојена судска налога у складу са Законом о надзору страних обавештајних служби (FISA). Није потврђено да су Трампови разговори са Манафортом пресретнути као део овог надзора. Си-Ен-Ен је такође потврдио да је „Милеров тим ... су достављени детаљи о овим комуникацијама." 
У октобру 2017. године, Манафорта је оптужила велика федерална порота и ухапсила по дванаест кривичних тачака, укључујући заверу, прање новца, нерегистровање као агент стране силе и лажне изјаве. Оптужбе су проистекле из његовог консултантског рада за проруску владу у Украјини и нису повезане са Трамповом кампањом. Манафорт се изјаснио да није крив и стављен је у кућни притвор. Дана 22. фебруара 2018. године, Манафорт је оптужен по 32 федералне тачке оптужнице, укључујући утају пореза, прање новца и превару у вези са њиховим лобирањем у иностранству пре, током и после кампање 2016. године. Следећег дана, након што се Рик Гејтс изјаснио кривим по неким тачкама оптужнице, оптужен је по још две тачке оптужнице које се односе на проруско лобирање у Сједињеним Државама.
Манафорт је 14. септембра склопио споразум о признању кривице са тужиоцима, изјаснивши се кривим по оптужби за заверу против Сједињених Држава и оптужби за заверу ради ометања правде, а истовремено је пристао да сарађује са истрагом Специјалног тужиоца. Милерова канцеларија је у судском поднеску од 26. новембра 2018. године навела да је Манафорт, иако је наводно сарађивао, више пута лагао о разним стварима, кршећи услове споразума о признању кривице. Канцеларија специјалног тужиоца је 7. децембра 2018. године поднела суду документ у којем је наведено пет области у којима им је, како тврде, Манафорт лагао. У јануару 2019. године, Манафортови адвокати су поднели суду поднесак као одговор на ову оптужбу. Грешком у редиговању, документ је случајно открио да се Манафорт, док је био шеф кампање, састао са Константином Килимником, за кога се верује да је повезан са руском обавештајном службом. У поднеску се наводи да му је Манафорт дао податке анкета везаних за кампању из 2016. године и да је са њим разговарао о мировном плану за Украјину.
У децембру 2020. године, председник Трамп је помиловао Манафорта за све осуде (банковске и пореске преваре, илегално страно лобирање и манипулисање сведоцима).

### Рик Гејтс
Рик Гејтс, дугогодишњи пословни партнер и штићеник Пола Манафорта, био је високи члан Трампове кампање. Наставио је да ради за Трампа након Манафортове оставке и Трамповог избора за председника, али је у априлу 2017. био приморан да поднесе оставку на место у протрамповској лобистичкој групи „усред нових питања о руском мешању у изборе 2016. године“. Записи које је прегледао Њујорк тајмс показали су да је Гејтс одржавао састанке у Москви са сарадницима руског олигарха Олега Дерипаске и да се „његово име појављује на документима повезаним са фиктивним компанијама које је фирма господина Манафорта основала на Кипру како би примала исплате од политичара и пословних људи из Источне Европе“. Гејтс је сарађивао са Манафортом на промоцији Виктора Јануковича и проруских фракција у Украјини. Дерипаска је био највећи инвеститор у компанији Дејвис Манафорт, лобистичкој и инвестиционој фирми која је запошљавала Гејтса.
У октобру 2017. године, Гејтса је оптужила велика федерална порота и ухапсила по дванаест кривичних тачака, укључујући заверу, прање новца, нерегистровање као агент стране силе и лажне изјаве. Оптужбе су проистекле из његовог консултантског рада за проруску владу у Украјини и нису повезане са Трамповом кампањом. Гејтс се изјаснио да није крив и стављен је у кућни притвор. Гејтс је 22. фебруара 2018. године оптужен по 38 федералних тачака оптужнице, укључујући утају пореза, прање новца и превару у вези са њиховим лобирањем у иностранству пре, током и после кампање 2016. године. Следећег дана, Гејтс се изјаснио кривим за давање лажних изјава ФБИ-ју и заверу за превару Сједињених Држава и пристао је да сарађује у Милеровој истрази. Други сет оптужница требало је да остане на снази док Гејтс не пружи сарадњу и помоћ у истрази Милера.

### Картер Пејџ
У интервјуу из марта 2016. године, Трамп је идентификовао Картера Пејџа, који је раније био инвестициони банкар у Москви, као саветника за спољну политику у својој кампањи. Пејџ је постао Трампов саветник за спољну политику у лето 2016. године. Током истраге о руском мешању у америчке изборе 2016. године, Пејџови прошли контакти са Русима доспели су у јавност. Пејџ се 2013. године састао са Виктором Подобним, тада млађим аташеом у Сталној мисији Руске Федерације при Уједињеним нацијама, на енергетској конференцији и пружио му документа о енергетској индустрији САД. Пејџ је касније рекао да је Подобном пружио само „основне небитне информације и јавно доступне истраживачке документе“. Подобни је касније био један од групе од тројице Руса које су америчке власти оптужиле за учешће у руском шпијунском ланцу. Подобни и један од осталих мушкараца били су заштићени дипломатским имунитетом од кривичног гоњења; трећи мушкарац, који је шпијунирао за Русију под недипломатским покрићем, изјаснио се кривим за заверу да делује као нерегистровани страни агент и осуђен је на затворску казну. Мушкарци су покушали да регрутују Пејџа да ради за СВР, руску обавештајну службу. ФБИ је 2013. године интервјуисао Пејџа као део истраге о шпијунском ланцу, али је закључио да он није знао да је човек шпијун и никада није оптужио Пејџа за било какво незаконито дело. Пејџ је био предмет четири налога за хапшење у складу са Законом о надзору страних обавештајних служби (FISA), први 2014. године, најмање две године раније него што је назначено у чланцима који се тичу његове улоге у председничкој кампањи Доналда Трампа 2016. године. Вести из 2017. године о налогу за хапшење указивале су на то да је он издат због Пејџових веза са Бурјаковим, Подобним и трећим Русом који је покушао да га регрутује, Игором Споришевим.
Пејџ је избачен из Трамповог тима након извештаја да је под истрагом савезних власти. ФБИ и Министарство правде добили су налог ФИСА-е за праћење Пејџове комуникације током октобра 2016. године, након што су изнели аргументе да постоји вероватни разлог за сумњу да је Пејџ деловао као агент стране силе. Пејџ је за Вашингтон пост рекао да то сматра „неоправданим, политички мотивисаним владиним надзором“. Према Нуњесовом меморандуму, 90-дневни налог је обнављан три пута.
У фебруару 2017. године, Пејџ је изјавио да није имао састанке са руским званичницима током 2016. године, али два дана касније није негирао састанак са руским амбасадором Сергејем Кисљаком током Републиканске националне конвенције 2016. године у Кливленду. Пејџов ревидирани извештај објављен је након што су новински извештаји открили да се и државни тужилац Џеф Сешнс састао са Кисљаком. У марту 2017. године, Пејџа је позвао Обавештајни одбор Сената који је истраживао везе између Трампове кампање и руске владе. Дана 9. марта 2017. године, Хоуп Хикс, Трампова портпаролка, дистанцирала се од Пејџа у кампањи, наводећи да је Пејџ „неформални саветник за спољну политику“ који „није говорио у име господина Трампа или кампање“.
У септембру 2017. године, Пејџ је поднео тужбу за клевету против медијске компаније Oath Inc. због извештавања њених медија о његовим наводним састанцима са руским званичницима. Тужба је одбачена у марту 2018. године због недостатка чињеничних оптужби за клевету. Дана 11. фебруара 2021. године, Пејџ је изгубио тужбу за клевету коју је поднео против Yahoo! News- а и HuffPost-а због њихових чланака који су описивали његове активности поменуте у досијеу Стил. Судија је рекао да је Пејџ признао да су чланци о његовим потенцијалним контактима са руским званичницима у суштини били истинити.
У јануару 2021. године, адвокат ФБИ-ја, Кевин Клајнсмит, осуђен је на условну казну због „давања лажне изјаве“ намерним мењањем интерне имејл адресе ФБИ-ја у вези са захтевом ФИСА-е за наставак владиног надзора над бившим званичником Трампове кампање, Картером Пејџом, 2016. и 2017. године.

### Џорџ Пападопулос
У марту 2016. године, Џорџ Пападопулос, саветник за спољну политику у Трамповој кампањи, послао је имејл седморици званичника кампање са темом „Састанак са руским руководством“ – Укључујући и Путина“, нудећи да организује „састанак између нас и руског руководства како би се разговарало о односима између САД и Русије под председником Трампом“. Трампови саветници из кампање , Сем Кловис и Чарлс Кубик, приговорили су овом предложеном састанку. У мају 2016. године, Иван Тимофејев, званичник Руског савета за међународне послове, послао је имејл Пападопулосу о заказивању састанка са Трампом и руским званичницима у Москви. Пападопулос је проследио имејл Полу Манафорту, који је одговорио: „Потребан нам је неко ко ће нам саопштити да [Трамп] не иде на та путовања.“ 
Пападопулос је ухапшен у јулу 2017. године и након тога је сарађивао са истрагом специјалног тужиоца Роберта Милера. У октобру 2017. године признао је кривицу по једној тачки оптужнице за давање лажне изјаве истражитељима ФБИ-ја. Признање кривице било је део споразума о признању кривице у којем је пристао да сарађује са владом и „пружа информације о свим питањима која Влада сматра релевантним“.
Након тога, 7. септембра 2018. године, Пападопулос је осуђен на 14 дана затвора, 12 месеци надгледаног пуштања на слободу, 200 сати друштвено корисног рада и новчану казну од 9.500 долара. Трамп га је касније помиловао у децембру 2020.

### Роџер Стоун
Роџер Стоун, бивши саветник Доналда Трампа и самопроглашени политички „ прљави преварант “, рекао је у марту 2017. да је током августа 2016. био у контакту са Гучифером 2.0, хакерском личношћу која је јавно преузела одговорност за најмање један хакерски напад на Демократски национални комитет, за који се верује да га је извела руска обавештајна служба. У поднеску из 2019. године, тужиоци су тврдили да је Стоун комуницирао са Викиликсом и тражили су детаље о обиму информација украдених од Демократске странке. Непосредно пре избора, Клинтонова кампања је оптужила Стоуна да је унапред знао за хакерске нападе, након што је написао: „Верујте ми, ускоро ће...“ [   „Подестино време у бурету“ на Твитеру непосредно пре него што је Викиликс објавио Подестине имејлове. Стоун је тврдио да је заправо мислио на извештаје о везама саме Подеста групе са Русијом. У својој уводној речи пред Сталним одбором за обавештајне послове Представничког дома Сједињених Држава 26. септембра 2017. године, Стоун је поновио ово објашњење: „Имајте на уму да мој твит од 21. августа 2016. године уопште не помиње имејл господина Подесте, али тачно предвиђа да су пословне активности браће Подеста у Русији... би дошао под јавну лупу.“  Стоун је наводно приватно изјавио неким републиканским колегама да је комуницирао са Џулијаном Асанжом барем једном, иако су Стоун и његова два адвоката то од тада негирали. Уместо тога, Стоун је „појаснио“ ... да њих двојица имају заједничког пријатеља новинара“, кога је Стоун на крају именовао као Рендија Кредика.
Стоун је 25. јануара 2019. године ухапшен у свом дому у Форт Лодердејлу, Флорида, у вези са истрагом специјалног тужиоца Роберта Милера и оптужен је за манипулисање сведоцима, ометање службеног поступка и пет тачака оптужнице за давање лажних изјава. У интервјуима за штампу се изјаснио да није крив и негирао је било какву кривичну радњу. Стоун је осуђен по свих седам тачака оптужнице 15. новембра 2019. године, и осуђен на 40 месеци у затвору..
Пре него што је Стоуну почело издржавање казне, председник Трамп је прво преиначио казну, а затим помиловао Стоуна, 23. децембра 2020.

### Доналд Трамп млађи
У мају 2016. године, Доналд Трамп млађи се састао са Александром Торшином и Маријом Бутином на вечери коју је спонзорисало Национално удружење за оружје Америке. И Торшин и Бутина су радили на посредовању у организовању тајног састанка између тадашњег кандидата Трампа и руског председника Путина.
Дана 9. јуна 2016. године, Доналд Трамп млађи, Џаред Кушнер и Пол Манафорт су имали састанак са руском адвокатицом Наталијом Весељницком након што су им обећане информације о Хилари Клинтон. Трамп млађи је за Њујорк тајмс рекао да је састанак био о Магнитском закону. У имејловима у којима је предложен састанак, публициста Роб Голдстон није поменуо Магнитски закон и уместо тога је обећао „документе и информације које би инкриминисале Хилари“ као „део подршке Русије и њене владе господину Трампу“, на шта је Доналд Трамп Млађи одговорио: „Ако је то оно што кажеш, свиђа ми се.“ 
Дана 9. октобра 2017. године, CNN је известио да је Скот С. Балбер, бивши адвокат Доналда Трампа, а сада адвокат милијардера Араса Агаларова, добио допис од Весељницке који је показивао да је њен фокус на састанку био укидање санкција из Закона Магнитског, „а не пружање штетних информација о Клинтоновој“. Након тога, часопис „Форин Полиси“ објавио је цео меморандум који је понела на састанак.

## Трампови пословни партнери

### Мајкл Коен
Дана 30. маја 2017. године, како су се истраге о наводном руском мешању у америчке изборе прошириле, конгресни панели и Представничког дома и Сената затражили су од личног адвоката председника Доналда Трампа, Мајкла Коена, који је био један од Трампових најближих поверљивих људи, да пружи информације и сведочења о било каквој комуникацији коју је имао са људима повезаним са Кремљем.
Дана 31. маја 2017. године, Одбор за обавештајне послове Представничког дома позвао је Коена да сведочи и достави лична документа и пословне записе.
ФБИ је истраживао Коена који је примао средства на рачун фиктивне компаније од фирме повезане са руским олигархом Виктором Векселбергом.

## Трампове присталице

### Најџел Фараж
Првог јуна 2017. године, Гардијан је објавио да је Најџел Фараџ, бивши лидер Партије за независност Уједињеног Краљевства и једна од првих неамеричких политичких личности која се састала са Трампом након избора, био особа од интереса за истрагу ФБИ-ја, што је Фараџ негирао. Фараџ се претходно састао са руским амбасадором у Уједињеном Краљевству Александром Јаковенком, Роџером Стоуном и Џулијаном Асанжом, а извор листа „ Гардијан ' је рекао: „Ако триангулишете Русију, Викиликс, Асанжа и Трампове сараднике, особа која има највише погодака је Најџел Фараџ“.

### Андреј Николајев
Андреј Николајев, син руског милијардера и бизнисмена Константина Николајева, који је финансијски подржавао страну агенткињу Марију Бутину од 2012. до 2014. године, радио је у седишту Трампове кампање и био је у хотелу Трамп Интернашонал у Вашингтону током Трампове инаугурације у јануару 2017. године.

### Ерик Принс
Дана 3. априла 2017. године, Вашингтон пост је објавио да се око 11. јануара 2017. године, девет дана пре инаугурације Доналда Трампа, Ерик Принс, оснивач безбедносне компаније Блеквотер, тајно састао са неидентификованим Русом који је био близак Владимиру Путину, на Сејшелима. Трампова администрација је саопштила да „није упозната ни са каквим састанцима“ и да Принс није био укључен у Трампову транзицију. Према речима америчких, европских и арапских званичника, састанак су организовали Уједињени Арапски Емирати, а циљ је био успостављање везе између Трампа и Путина. УАЕ и Трампови сарадници су наводно покушали да убеде Русију да ограничи своју подршку Ирану и Сирији. Принс је такође изгледа имао блиске везе са Трамповим главним стратегом, Стивеном Баноном. Састанак на Сејшелима одржан је након претходних састанака у Њујорку између Трампових сарадника и званичника из Русије и Емирата, док су званични контакти између Трампове администрације и руских агената били под будном лупом штампе и америчке обавештајне заједнице. Амерички званичници су рекли да ФБИ истражује састанак на Сејшелима; ФБИ је одбио да коментарише.
Два обавештајна званичника потврдила су за NBC News да се састанак на Сејшелима одржао. Један од њих је потврдио извештај Вашингтон поста ' али је рекао да није јасно да ли је иницијатива за организовање састанка дошла од УАЕ или Трампових сарадника и да ниједан Трампов човек из прелазног периода није био директно укључен. Други званичник је рекао да је састанак био о „политици Блиског истока, која обухвата Јемен, Сирију, Ирак и Иран“, а не Русију.
Принсов портпарол је рекао: „Ерик није имао никакву улогу у прелазном тиму, ово је потпуна измишљотина. Састанак није имао никакве везе са председником Трампом. Зашто се такозвана обавештајна заједница са недовољним ресурсима петља са надзором америчких грађана када би требало да лови терористе?“ Високи званичник Трампове администрације назвао је причу о закулисном каналу између Трампа и Путина „смешном“.
Њујорк тајмс је 19. маја 2018. објавио да се Доналд Трамп млађи састао са посредницима Џорџом Нејдером, Ериком Принсом и Џоелом Замелом у Трамп кули 3. августа 2016. године. Наводно је Надер рекао Трампу млађем да су престолонаследници Саудијске Арабије и УАЕ жељни да помогну његовом оцу да победи на изборима, а Замел је покренуо кампању манипулације на друштвеним мрежама. Трамп млађи је наводно позитивно реаговао, а Нејдер је потом често састајао са Стивом Беноном, Мајклом Флином и Џаредом Кушнером. Тајмс је објавио да је Принс организовао састанак у августу 2016. године; Принс је у свом сведочењу пред Одбором за обавештајне послове Представничког дома 30. новембра 2017. године изјавио да није имао формалну комуникацију или контакт, нити било какву незваничну улогу, у Трамповој кампањи.

## Истраге ФБИ-ја и Обавештајног одбора Конгреса
Истраге ФБИ-ја су почеле крајем јула 2016. У мају 2017. године, бивши директор ФБИ-ја Роберт Милер именован је за специјалног саветника у проширењу истраге ФБИ-ја. Сенатски обавештајни одбор  и Обавештајни одбор Представничког дома такође су спровели истраге.
У мају 2017. године, Глен А. Фајн, вршилац дужности генералног инспектора Министарства одбране, потврдио је да истражује Мајкла Флина због обмањивања истражитеља Пентагона о његовим приходима од компанија у Русији и контактима са тамошњим званичницима када је поднео захтев за обнављање своје строго поверљиве безбедносне дозволе. У октобру 2017. године, Пол Манафорт и Рик Гејтс су оптужени и ухапшени. Џорџ Пападопулос и Флин су се изјаснили кривим да су лагали ФБИ током истраге о Русији. Пападопулос је одслужио казну. Флина је помиловао председник Трамп након одлуке Министарства правде да одустане од оптужби, али је судија Емет Саливан одложио одобравање одбацивања.
Након 22 месеца истраге, специјални саветник Роберт Милер је поднео свој извештај Министарству правде 22. марта 2019. године. Истрага „није утврдила да су чланови Трампове кампање ковали заверу или координирали са руском владом у њеним активностима мешања у изборе“.

## Извештаји медија
Њујорк тајмс је 14. фебруара 2017. објавио да телефонски записи и пресретнуте комуникације показују да су Трампови сарадници - укључујући чланове Трампове кампање - имали „вишеструке контакте“ са високим званичницима руских обавештајних служби током кампање 2016. године. Пол Манафорт је био једини Трампов сарадник који је посебно идентификован као учесник ових комуникација. У сведочењу пред Конгресом следећег јуна, бивши директор ФБИ-ја Џејмс Коми је, поводом извештаја Њујорк тајмса, изјавио да „углавном није био истинит“. Тајмс је известио да су током протеклих месеци његови извори наставили да верују да је извештавање „поуздано“. У јулу 2020. године, Правосудни комитет Сената објавио је белешке које је истовремено са извештајем Тајмса направио шеф контраобавештајне дивизије ФБИ-ја Питер Строзок, указујући на свој скептицизам у вези са извештавањем Тајмса, написавши: „Нисмо видели доказе да су званичници повезани са Трамповим тимом били у контакту са [обавештајним официрима]“ и „Нисмо свесни да је БИЛО КОЈИ Трампов саветник разговарао са руским обавештајним званичницима.“  Упркос томе, Тајмс је и даље остао при свом извештају, тврдећи да објављене белешке нису пружиле потпуно тачан приказ Строзковог знања. Си-Ен-Ен је 23. марта 2017. године известио да ФБИ испитује „људске обавештајне податке, путовања, пословне и телефонске записе и извештаје о састанцима уживо“, што указује да су Трампови сарадници можда координирали са „сумњивим руским оперативцима“ како би објавили штетне информације о кампањи Хилари Клинтон. Си-Ен-Ен је 19. септембра 2017. године известио да је Манафорт био мета прислушкивања у складу са законом ФБИ и пре и после избора 2016. године — почевши од неког времена након што је постао предмет истраге ФБИ-ја 2014. године — па све до почетка 2017. године. Неке од пресретнутих комуникација изазвале су забринутост међу истражитељима да је Манафорт тражио помоћ од Руса за кампању, иако су докази наводно били неубедљиви. Дана 30. априла 2018. године, Њујорк тајмс је објавио списак питања за интервју са Трампом која је Малерова истрага доставила председниковим адвокатима. Међу питањима је било и „Каква сте сазнања имали о било каквом контакту ваше кампање, укључујући и контакт Пола Манафорта са Русијом о потенцијалној помоћи кампањи?“ 

## Стилов досије
Стил досије, такође познат као Трамп-Русија досије, је углавном непоткрепљен истраживачки извештај о политичкој опозицији, писан од јуна до децембра 2016. године, који садржи наводе о недоличном понашању, завери и сарадњи између председничке кампање Доналда Трампа и владе Русије пре и током изборне кампање 2016. године. Медији, обавештајна заједница и већина стручњака су се према досијеу односили са опрезом због непроверених навода, док га је Трамп осудио као лажне вести.
Лофер је приметио да је „Милерова истрага јасно произвела јавне записе који потврђују делове досијеа. Чак и тамо где детаљи нису тачни, општи смер Стиловог извештавања делује веродостојно у светлу онога што сада знамо о опсежним контактима између бројних појединаца повезаних са Трамповом кампањом и руских владиних званичника.“ 
Си-Ен-Ен је описао улогу Пола Манафорта у свом извештају о пресретнутим комуникацијама међу „осумњиченим руским оперативцима који разговарају о својим напорима да сарађују са Манафортом“ ... да координира информације које би могле да наштете изборним изгледима Хилари Клинтон ... Осумњичени оперативци су пренели оно што су тврдили да су разговори са Манафортом, подстичући помоћ Руса.“  Ови пријављени пресретања се сматрају „изванредно конзистентним са сировим обавештајним подацима у Стил досијеу“ ... [који] наводи да је „добро развијена завера сарадње између [Трампове кампање] и руског руководства“ ... је са стране Трампа водио менаџер кампање републиканског кандидата, Пол МАНАФОРТ.“ 
Дејвид А. Грејем, стални писац листа „The Atlantic“, написао је: „Није ни чудо што је Трамп узнемирен због досијеа, али његова мантра да 'није било дослуха [и] сви, укључујући и демократе, знају да није било дослуха' звучи лажно ових дана. Иако још увек нема јавних доказа који указују на то да је почињен злочин или да је Трамп био умешан, јасно је да су Трампова кампања и каснија транзиција желели да сарађују са Русијом и да то држе у тајности.“ 